# Gohi Bi Cyriac
Cyriac Gohi Bi Zoro Sede oder kurz Cyriac (* 5. August 1990 in Daloa) ist ein ivorischer ehemaliger Fußballspieler.

## Karriere
Cyriac begann seine Karriere bei Fusion FC in seiner Heimat Elfenbeinküste. 2004 wechselte er in die zweite Mannschaft von ASEC Mimosas, welche er 2007 Richtung England verließ. Der Ivorer unterschrieb bei Charlton Athletic, jedoch wurde er von den Addicks an seinen Jugendverein weiterverliehen. Mit den ASEC wurde er Vizemeister, zudem wurde er Torschützenkönig der höchsten ivorischen Liga. Nach einem weiteren halben Jahr in der Heimat wurde er im Januar 2009 von Standard Lüttich verpflichtet.
Sein Debüt in Belgien gab Cyriac am 5. April 2009 gegen Germinal Beerschot, als er in der 85. Minute für Wilfried Dalmat eingewechselt wurde. Das Spiel endete mit einem 3:1-Sieg für Standard Lüttich. Dies war auch sein einziger Einsatz in der Meistersaison, weiters wurde in dieser Spielzeit der Supercup gewonnen. In der darauffolgenden Saison spielte er zum ersten Mal auf europäischer Klubebene. Im Gruppenspiel der UEFA Champions League gegen den FC Arsenal am 24. November 2009 wurde der Ivorer in der 67. Minute für Dieumerci Mbokani eingewechselt. Das Spiel in London endete aus Sicht der Les Rouches 0:2. In dieser Europapokalsaison kam er auf einen weiteren Einsatz in der Champions League und schied später mit Standard im Europa-League-Viertelfinale gegen den Hamburger SV aus. In der Meisterschaft belegte der Verein als Titelverteidiger Rang acht in der regulären Saison und erreichte in den Play-offs zur Europa-League-Qualifikation Platz zwei der Gruppe B. Damit nahm der Verein nicht an einem internationalen Wettbewerb teil. In der folgenden Saison wurde Cyriac mit den Walloniern punktgleich hinter dem KRC Genk Vizemeister und gewann anschließend im Endspiel gegen den KVC Westerlo den belgischen Pokal. Die Saison 2011/12 verlief hingegen weniger erfolgreich, denn er verpasste mit Lüttich nach dem vierten Platz in der regulären Saison durch einen fünften in den Play-offs die Europapokalteilnahme. In der Sommerpause wechselte er deshalb zum amtierenden belgischen Meister, dem RSC Anderlecht. Im Sommer 2015 unterschrieb Cyriac einen Vierjahresvertrag beim belgischen Erstligisten KV Oostende. Für die Rückrunde der Saison 2016/17 wurde er an den FC Fulham ausgeliehen.
In der Sommertransferperiode 2017 wechselte er zum türkischen Erstligisten Sivasspor und von diesem für die Rückrunde der Saison 2018/19 an Giresunspor ausgeliehen. Nach seiner Rückkehr wurde der Vertrag am 10. Juli 2019 aufgelöst und Cyriac beendete seine Laufbahn.

## Titel und Erfolge
- Ivorischer Pokalsieger: 2008
- Torschützenkönig der Ivorischen Ligue 1: 2008
- Belgischer Meister: 2009, 2013, 2014
- Belgischer Supercupsieger: 2009
- Belgischer Pokalsieger: 2011